# 徐謨
徐 謨（じょ ぼ）は、中華民国の法学者・外交官・裁判官・ジャーナリスト。字は叔謨。筆名は平章。

## 事跡
幼い頃に蘭陵学堂で学び、11歳の時に父に従って上海に移り、南洋公学附属小学に転じた。後に南洋公学に進学している。1914年（民国3年）、省立北洋大学法科に入学し、国語演講会会長・英語演講会会長に選ばれた。1919年（民国8年）、外交官試験を受験し、採用されている。1920年（民国9年）4月、駐米公使館に赴任し、あわせてジョージ・ワシントン大学に入学、後に法学修士号を取得した。
1922年（民国11年）7月に大学卒業を機に帰国し、南開大学政治系教授兼文科主任に就任する。また、天津『益世報』総主筆としてジャーナリスト界にも足を踏み入れた。1926年（民国15年）、上海特区法院が成立すると、推事（判事）に選出される。1927年（民国16年）、鎮江地方法院院長に昇進した。1928年（民国17年）3月、国民政府外交部参事に任命され、4月、同部第1司司長、6月、第3司司長となっている。1929年（民国18年）1月、外交部欧美司司長となり、5月には同部駐上海交渉員を兼ねた。
1931年（民国20年）、国立中央政治大学外交系主任を兼ねる。同年1月、外交部常務次長代理に昇進し、1932年（民国21年）6月には同部政務次長となった。1941年7月、駐オーストラリア公使となり、1943年にメルボルン大学から法学博士の学位を授与されている。1944年11月、駐トルコ大使に転任し、1945年4月、ワシントンD.C.に赴いて国際連合設立準備のための法律専門家委員会に参加し、国際司法裁判所規程の制定に携わった。また、サンフランシスコ会議の中国代表団顧問も務めている。
1946年、徐謨は国際司法裁判所裁判官に選出される（1948年にも再選出）。1949年3月、それまで就任していたトルコ大使の地位を退いた。1956年、スペインで開催された国際法学会に参加し、副会長に選出されている。
同年6月28日、裁判官在任中にオランダのデン・ハーグにて病没。享年64。